# Äggkopp

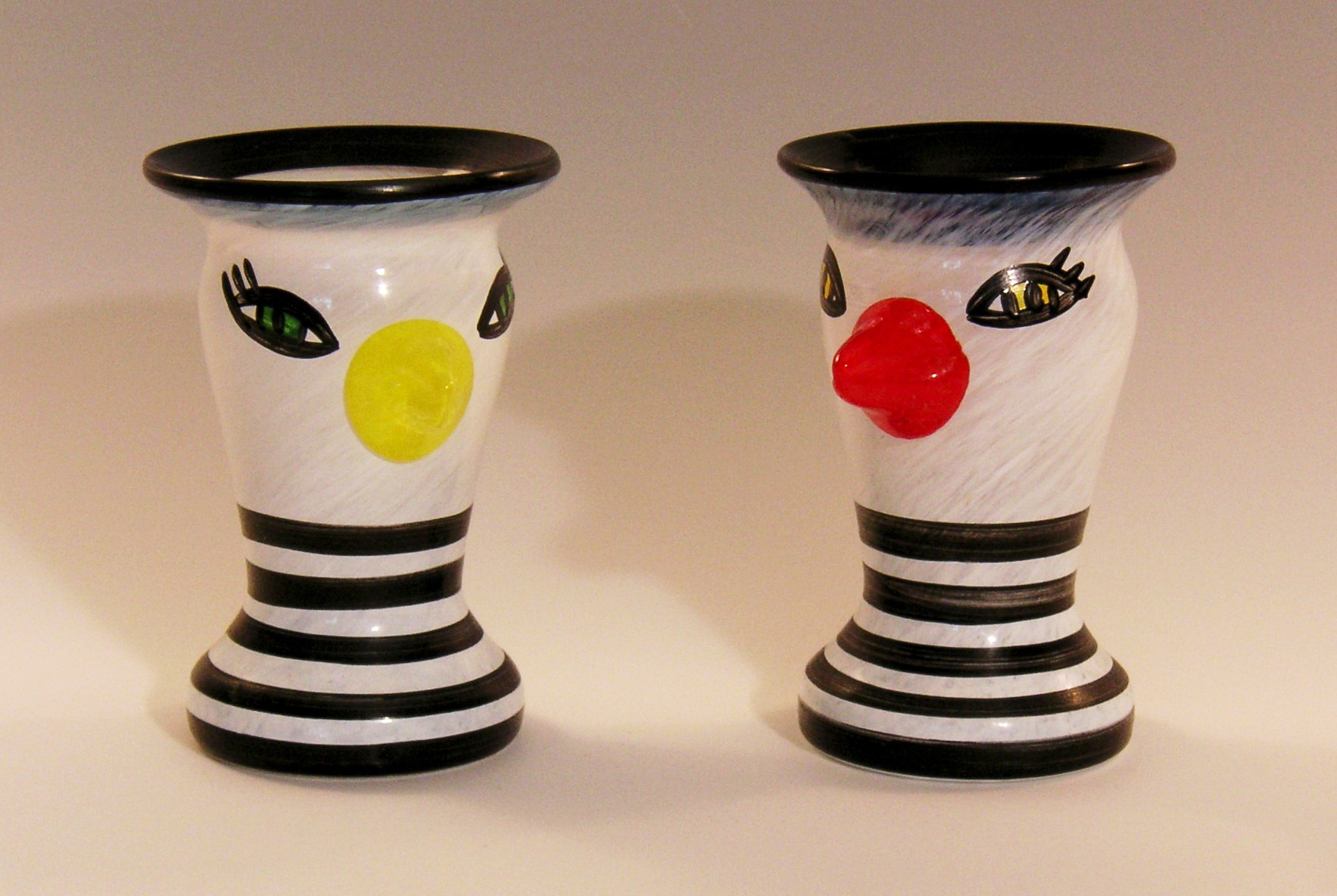
Äggkoppar formgivna av Ulrica Hydman-Vallien.

Äggkopp är en hållare för ägg, avsedd att användas vid förtäring av kokta ägg. Äggkoppar finns i olika varianter och material, bland annat porslin, keramik, stengods, rostfritt stål och plast.

## Historia
Äggkoppar är kända sedan antiken, då äggkopparna var försedda med en stor fotplatta. Utgrävningar har påvisat att man åt löskokta ägg i äggkopp i Pompeji år 79 efter Kristus. Vid utgrävningar har man även funnit silverfat med urholkningar och det antas vara äggkoppens föregångare. Ägghållare för stående ägg började förekomma på 1400-talet. Man åt från toppen av ägget av hygieniska skäl. På 1600-talet användes den endast bland överklassen och i mitten av 1700-talet blev den vanlig i societetskretsar.
I Sverige omnämndes äggkoppen första gången i ett inventarium från Tullgarns slott på 1720-talet. Många bevarade äggkoppar från den tiden kan dock i själva verket ha använts som exempelvis snapsglas eller saltkar. 
Användningen av äggkoppsvarianten äggställare blev vanlig när man åt löskokta ägg till frukost i högadliga kretsar i början av 1800-talet. Äggställaren har två kuppor, en avsedd för stående ägg och en för liggande. Äldre äggkoppar tillverkades i silver och guld av konsthantverkare. Dessa är nu främst samlarföremål. En bit in på 1900-talet var en silveräggkopp med ingraverat namn en vanlig dopgåva. Trots att svavlet i äggulan svärtar silvret så att det måste putsas ideligen har tillverkningen av silveräggkoppar fortsatt. På 1900-talet och framåt har dock silveräggkopparna fått hård konkurrens. Framförallt på 1950-talet och framåt har det blivit vanligt med formgivning av äggkoppar med exempelvis färg och mönster.
Kung Karl XIV Johan brukade ha en äggställare vid det kungliga kuvertet. Det sägs att han var en stor äggätare som gärna åt ägg om inte maten var till belåtenhet. Även den nuvarande svenska konungen (läst 2013) har en äggställare i guld vid tallriken på kungamiddagar såsom Nobelmiddagen.